# Faugères, Ardèche
Faugères är en kommun i departementet Ardèche i regionen Auvergne-Rhône-Alpes i sydöstra Frankrike. Kommunen ligger  i kantonen Joyeuse som ligger i arrondissementet Largentière. År 2022 hade Faugères 113 invånare.

## Befolkningsutveckling
Antalet invånare i kommunen Faugères
Referens: INSEE